# 馬自達Light Bus
馬自達Light Bus（日语：マツダ・ライトバス）是一款1965年至1972年間由日本東洋工業（現改稱馬自達汽車）製造發售的小型巴士。

## 概要與歷史

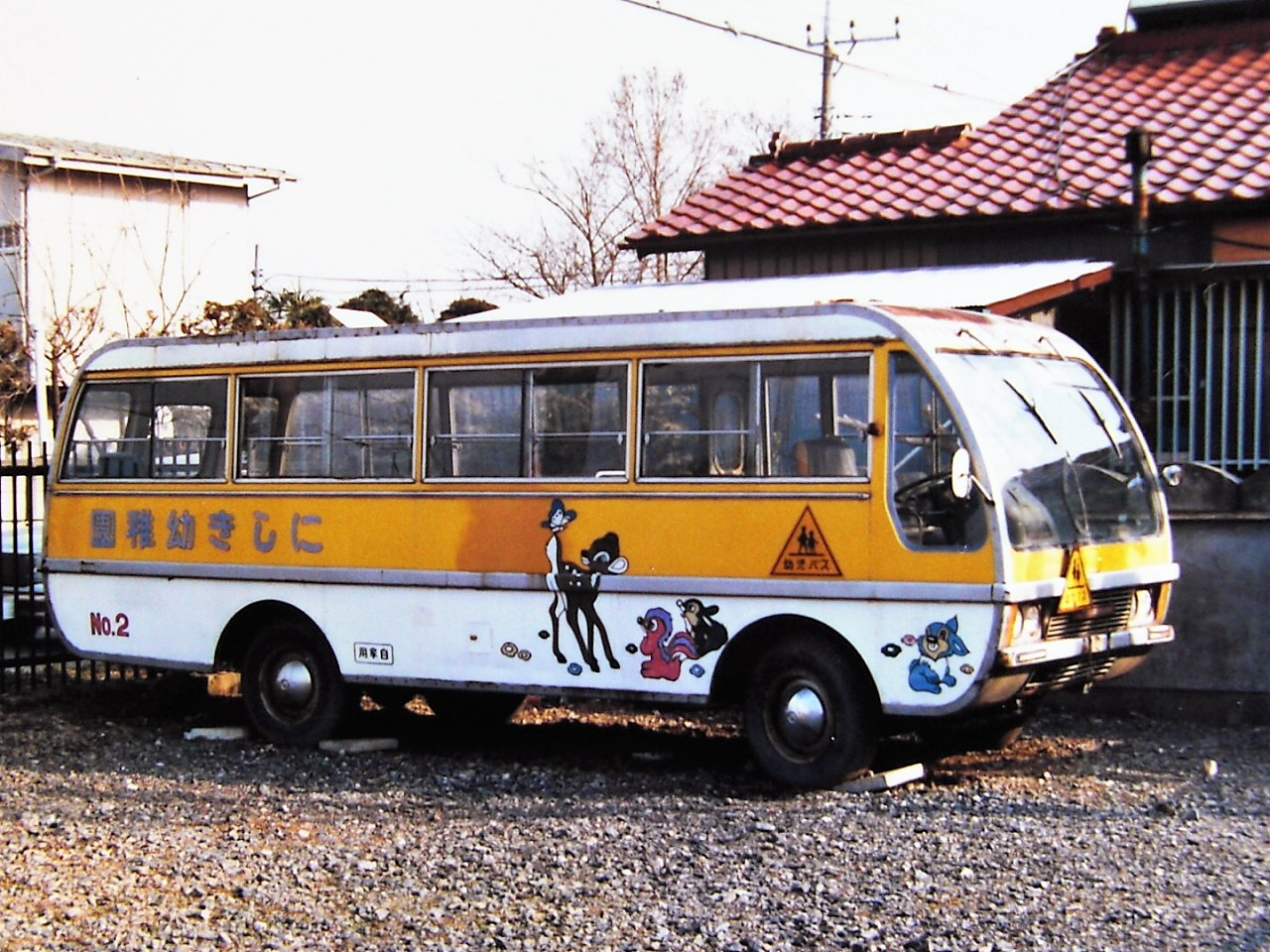
A型

早在1959年3月，當時仍稱東洋工業的馬自達推出最大馬力60ps的水冷式四缸OHV引擎、載重能力1.75公噸的馬自達D1500，翌年2月推出以此款貨車為基礎的13人座小型巴士，專門供應給日本防衛廳。同年12月該款巴士外銷至中東地區，增加暖氣設備與電動車門，而且後車門設計成蝴蝶門式，以方便做為救護車使用。
1964年在東京國際車展上展示一款小型巴士的原型車，1965年5月便推出了可乘坐25人的馬自達Light Bus A型小巴。車體由川崎航空機工業公司以鋁和鋼板打造，車頭和車尾皆有曲面，在當時屬於相當新穎前衛的車身設計。引擎為2.0L VA型汽油引擎，最大馬力81ps。
1966年推出C型，車體由西日本車體工業公司以全鋼製成。和舊款A型相比，設計比較保守、圓潤。1967年9月起，追加一具與英國柏金斯引擎公司共同開發的2.5L XA型柴油引擎。1972年停止生產，改由Parkway接手後繼。

## 外部連結
- 【MAZDA】小型客車篇：從Light Bus到Parkway 26
- （日語）A與C型小巴外觀圖 （页面存档备份，存于）
- （日語）マツダ旧車ピクニック、その２ （页面存档备份，存于）